# Segundo Consistório Ordinário Público de 1889

## Cardeais Eleitores
| Nº                 | País               | Nome                            | Idade              | Cargo                                                  | Título ou Diaconia                            |
| Cardeais eleitores | Cardeais eleitores | Cardeais eleitores              | Cardeais eleitores | Cardeais eleitores                                     | Cardeais eleitores                            |
| ------------------ | ------------------ | ------------------------------- | ------------------ | ------------------------------------------------------ | --------------------------------------------- |
| 1                  | França             | François-Marie-Benjamin Richard | 70                 | Arcebispo de Paris                                     | Cardeal-presbítero de Santa Maria em Via      |
| 2                  | França             | Joseph-Alfred Foulon            | 66                 | Arcebispo de Lyon-Vienne                               | Cardeal-presbítero de Santo Eusébio           |
| 3                  | França             | Aimé-Victor-François Guilbert   | 76                 | Arcebispo de Bordeaux                                  | Cardeal-presbítero                            |
| 4                  | Bélgica            | Pierre-Lambert Goossens         | 61                 | Arcebispo de Malinas-Bruxelas                          | Cardeal-presbítero de Santa Cruz de Jerusalém |
| 5                  | Áustria            | Franziskus von Paula Schönborn  | 45                 | Arcebispo de Praga                                     | Cardeal-presbítero de São João e São Paulo    |
| 6                  | Itália             | Achille Apolloni                | 66                 | Vice-Camerlengo da Igreja Católica                     | Cardeal-diácono de São Cesário em Palatio     |
| 7                  | Itália             | Gaetano De Ruggiero             | 73                 | Prefeito de Economia da Congregação de Propaganda Fide | Cardeal-diácono de Santa Maria em Cosmedin    |

## Link Externo
- «Catholic Hierarchy» (em inglês)